# یواس‌اس هاگت بای (سی‌وی‌ای-۷۵)
یواس‌اس هاگت بای (سی‌وی‌ای-۷۵) (به انگلیسی: USS Hoggatt Bay (CVE-75)) یک کشتی بود که طول آن ۵۱۲ فوت ۳ اینچ (۱۵۶٫۱۳ متر) بود. این کشتی در سال ۱۹۴۳ ساخته شد.